# ملفين غوردون
ملفين غوردون (بالإنجليزية: Melvin Gordon)‏ هو لاعب كرة قدم أمريكية أمريكي، ولد في 13 أبريل 1993 في كينوشا في الولايات المتحدة.

## وصلات خارجية
- ملفين غوردون على موقع الاتحاد الدولي لألعاب القوى (الإنجليزية)
- ملفين غوردون على موقع مرجع كرة القدم المحترفة.كوم (الإنجليزية)